# Samantha Eggar

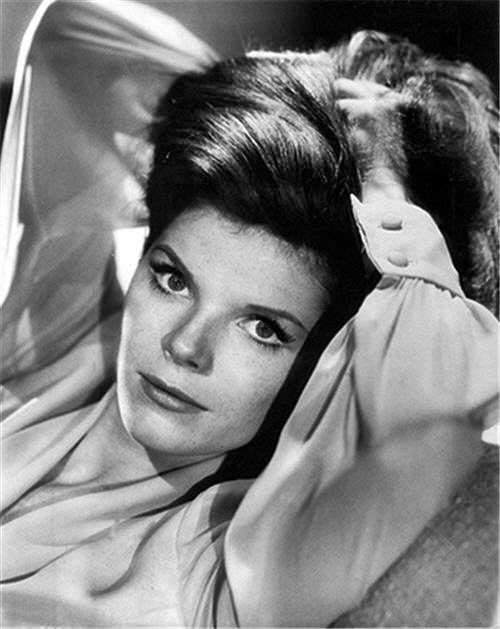
Samantha Eggar in 1964

Samantha Eggar (* 5. März 1939 in Hampstead, London, England, als Victoria Louise Samantha Marie Elizabeth Therese Eggar) ist eine britische Schauspielerin.

## Leben
Samantha Eggar hat einen englischen Vater und ist mütterlicherseits von portugiesischer und holländischer Abstammung. Sie studierte Schauspiel an der Webber Douglas Academy of Dramatic Art und begann ihre Laufbahn am Theater. Als Ensemblemitglied der Oxford Repertory Company spielte sie vor allem in den Werken von William Shakespeare, etwa als Titania in Ein Sommernachtstraum.
1961 debütierte sie beim Fernsehen in der Serie Rob Roy und im darauffolgenden Jahr auch im Kino in The Wild in the Willing. 1963 erzielte sie ihren ersten Filmerfolg als Dirk Bogardes Partnerin in der Komödie Doktor in Nöten. 1965 gewann sie für ihre anspruchsvolle Darstellung eines Entführungsopfers an der Seite Terence Stamps in Der Fänger von William Wyler den Darstellerpreis auf den Filmfestspielen von Cannes 1965, zudem wurde für den Oscar in der Kategorie Beste Hauptdarstellerin nominiert. Daraufhin wurde auch Hollywood auf sie aufmerksam: 1966 spielte sie dort die weibliche Hauptrolle in Cary Grants letztem Film Nicht so schnell, mein Junge, und 1967 verkörperte sie die Rolle der Emma Fairfax in Doctor Dolittle an der Seite von Rex Harrison. In Frankreich spielte sie 1970 die Heldin des Psychothrillers Die Dame im Auto mit Brille und Gewehr unter Regie von Anatole Litvak.
1972 stellte sie neben Yul Brynner die Hauptrolle der Anna in der eher kurzlebigen Serie Anna und der König von Siam dar, wonach sie auch vermehrt wieder Fernsehrollen übernahm. 1976 sah man sie als Mary Morstan Watson in dem britischen Film Kein Koks für Sherlock Holmes. Neben Peter Falk wirkte sie 1977 in der Episode Todessymphonie der Kriminalfilmreihe Columbo als Ehefrau des von Theodore Bikel gespielten Mörders mit. Während das Kino des New Hollywood kein Interesse an Eggar zeigte, verlegte sie sich in den 1970er-Jahren verstärkt auf Horrorfilme. So spielte sie 1972 in Das Geheimnis des gelben Grabes, 1977 in Das Unheimliche und 1979 in David Cronenbergs Horrorthriller Die Brut an der Seite von Oliver Reed. 1983 wirkte sie zusammen mit John Vernon an dem Kult-Slasherfilm Curtains – Wahn ohne Ende mit. 
Im Verlaufe der 1980er-Jahre trat Eggar kaum noch als Kinoschauspielerin in Erscheinung, wurde aber als Gaststar für die Serien Mord ist ihr Hobby, Hart aber herzlich und Magnum gebucht. 1990 hatte sie einen Auftritt als Ehefrau von Captain Jean-Luc Picards Bruder Robert in der Fernsehserie Raumschiff Enterprise – Das nächste Jahrhundert. 1997 lieh sie in dem Disney-Film Hercules der Göttin Hera ihre Stimme. Im neuen Jahrtausend zog sie sich allmählich aus dem Filmgeschäft zurück. Insgesamt umfasst ihr filmisches Schaffen zwischen 1961 und 2012 mehr als 100 Film- und Fernsehproduktionen.
Eggar heiratete 1964 Tom Stern und hat aus der 1971 geschiedenen Ehe die Kinder Nicolas und Jenna Stern.

## Filmografie (Auswahl)
- 1961: Rob Roy (Fernsehserie, 5 Folgen)
- 1962: The Wild and the Willing
- 1963: Doktor in Nöten (Doctor in Distress)
- 1963: Dr. Crippen
- 1963: Simon Templar (The Saint, Fernsehserie, Folge Marcia)
- 1964: Das Verlangen (Psyche 59)
- 1965: Der Fänger (The Collector)
- 1965: Eine Tür fällt zu (Return from the Ashes)
- 1966: Nicht so schnell, mein Junge (Walk, Don’t Run)
- 1967: Doktor Dolittle (Doctor Dolittle)
- 1970: Verflucht bis zum jüngsten Tag (The Molly Maguires)
- 1970: Die Krücke (The Walking Stick)
- 1970: Die Dame im Auto mit Brille und Gewehr (La Dame dans l’auto avec des lunettes et un fusil)
- 1971: Das Licht am Ende der Welt (The Light at the Edge of the World)
- 1972: Das Geheimnis des gelben Grabes (L’etrusco uccide ancora)
- 1972: Anna und der König von Siam (Anna and the King, Fernsehserie, 13 Folgen)
- 1973: A Name for Evil
- 1973: Double Indemnity (Fernsehfilm)
- 1974: All die netten Fremden (All the Kind Strangers, Fernsehfilm)
- 1976: Der Schlangenladen (The Killer Who Wouldn't Die, Fernsehfilm)
- 1976: Kein Koks für Sherlock Holmes (The Seven-Per-Cent Solution)
- 1976: Baretta (Fernsehserie, Folge Look Back in Terror)
- 1977: Willkommen in der blutigen Stadt (Welcome to Blood City)
- 1977: Todessymphonie (Columbo: The Bye-Bye Sky High IQ Murder Case, Fernsehreihe)
- 1977: Man schießt nicht auf den Lehrer (Why Shoot the Teacher?)
- 1977: Das Unheimliche (The Uncanny)
- 1977: Starsky & Hutch (Fernsehserie, Folge Starsky and Hutch on Voodoo Island)
- 1978: Die große Offensive (Il grande attacco)
- 1978: Ziegfeld: The Man and His Women (Fernsehfilm)
- 1978: Hawaii Fünf-Null (Hawaii Five-O, Fernsehserie, Folge Horoscope for Murder)
- 1978/1979: Fantasy Island (Fernsehserie, 2 Folgen)
- 1979: Die Brut (The Brood)
- 1979/1981: Love Boat (The Love Boat, Fernsehserie, 2 Folgen)
- 1980: Der Exterminator I (The Exterminator)
- 1981: Macabra – Die Hand des Teufels (Demonoid: Messenger of Death)
- 1981: The Hot Touch
- 1981: Falcon Crest (Fernsehserie, Folge The Vintage Years)
- 1983: Curtains – Wahn ohne Ende (Curtains)
- 1983: Verbannt in die Hölle (For the Term of His Natural Life, Miniserie, 3 Folgen)
- 1983: Hart aber herzlich (Hart to Hart, Fernsehserie, Folge Alte Liebe macht blind)
- 1984: Mord ist ihr Hobby (Murder, She Wrote, Fernsehserie, Folge Hooray for Homicide)
- 1984: Magnum (Magnum, P.I., Fernsehserie, Folge Fragments)
- 1985: Hotel (Fernsehserie, Folge Cry Wolf)
- 1987: Flashpoint Mexico (Love Among Thieves, Fernsehfilm)
- 1990: Matlock (Fernsehserie, Folge The Talk Show)
- 1990: Ein Phantom in Monte Carlo (A Ghost in Monte Carlo, Fernsehfilm)
- 1990: Cage – Der Kickboxer (Ragin' Cajun)
- 1990: Raumschiff Enterprise – Das nächste Jahrhundert (Star Trek: The Next Generation, Fernsehserie, Folge Family)
- 1991–1993: Die Legende von Prinz Eisenherz (Prinz Eisenherz, Fernsehserie, 21 Folgen, Stimme)
- 1992: Vier kriegen die Kurve (Round Numbers)
- 1992: Jet, der schwarze Hengst (Dark Horse)
- 1993: L.A. Law – Staranwälte, Tricks, Prozesse (L.A. Law, Fernsehserie, Folge Where There's a Will)
- 1993: Ein Fall für den Mörder (A Case for Murder, Fernsehfilm)
- 1994: Im Labyrinth der Leidenschaft (Inevitable Grace)
- 1996: Das Phantom (The Phantom)
- 1996: Familienschicksal – Eine Frau ist verzweifelt (Everything to Gain, Fernsehfilm)
- 1997: Hercules (Stimme)
- 1998: Im Schatten des Verrats (Loss of Faith, Fernsehfilm)
- 1998–1999: Hercules (Fernsehserie, 8 Folgen, Stimme)
- 1999: The Astronaut’s Wife – Das Böse hat ein neues Gesicht (The Astronaut’s Wife)
- 2000: All My Children (Fernsehserie, 19 Folgen)
- 2004: Cold Case – Kein Opfer ist je vergessen (Cold Case, Fernsehserie, Folge The Boy in the Box)
- 2005–2006: Welcome, Mrs. President (Commander in Chief, Fernsehserie, 9 Folgen)
- 2009: Mental (Fernsehserie, 2 Folgen)
- 2011: The Nine Lives of Chloe King (Fernsehserie, Folge Beautiful Day)
- 2012: Metalocalypse (Fernsehserie, 2 Folgen, Stimme)